# Jan Komarnicki
Jan Komarnicki herbu Sas – podczaszy trembowelski w latach 1731–1735.
Był członkiem konfederacji województwa ruskiego, zawiązanej 10 grudnia 1733 roku w obronie wolnej elekcji Stanisława Leszczyńskiego.